# Catch me if you can (KATSUMIのアルバム)
『Catch me if you can』（キャッチ・ミー・イフ・ユー・キャン）は、KATSUMIの12枚目の会場限定CD。

## 内容
ライブ会場限定で販売されている会場限定CDの12作目。
公式ファンクラブ「Hip Bird Club」会員のみ、ファンクラブ運営の通信販売にて購入することができる。
ディスクはCD-R仕様となっている。
リーフレットには自身によるライナーノーツが掲載されている。

## 収録曲
特記以外作詞・作曲・編曲：KATSUMI
1. Blue Christmas
作詞 / 作曲：ビリー・ハインズ,ジェームス・ウェルダン・ジョンソン
アーネスト・タブのカバー。
2. 君を離さない
作曲：石川洋
10thシングル収録楽曲を新録。歌詞の一部が変更されている。
3. ふたつの夢
作曲：石川洋
1stオリジナル・アルバム『SHINING』収録楽曲を新録。
4. こころよ
ミニ・アルバム『CHANCE in the Seeds of Love』収録楽曲を新録。